# VM웨어 ESXi
VM웨어 ESXi(VMware ESXi)는 가상 컴퓨터를 배치하고 서비스를 제공할 목적으로 VM웨어가 개발한 엔터프라이즈 계열 타입 1 하이퍼바이저이다. 타입 1 하이퍼바이저로서 ESXi는 운영 체제에 설치하는 응용 소프트웨어가 아니며, 대신 커널과 같은 중요한 운영 체제 구성 요소를 포함, 통합하고 있다.
버전 4.1을 기점으로 VM웨어는 ESX를 ESXi로 이름을 변경하였다. ESXi는 서비스 콘솔(초기 운영 체제)을 더 잘 연동되는 OS로 대체하였다. ESX/ESXi는 VM웨어 인프라스트럭처 소프트웨어 제품군의 주 구성 요소이다.
ESX라는 이름은 Elastic Sky X의 준말이다.

## 같이 보기
- 하이퍼V
- 젠